# Simoselaps
Simoselaps — рід отруйних змій родини аспідові. Має 14 видів. Інші назви «лопатоносий аспід», «австралійська коралова змія».

## Опис
Загальна довжина представників цього роду коливається від 20 до 55 см. Голова широка, морда має форму лопати. Звідси й походить одна з назв цих змій. Тулуб стрункий, кремезний. Луска гладенька. Забарвлення складається з яскравих (помаранчевих, червоних та жовтих) кілець на темному фоні.

## Спосіб життя
Полюбляють напівпустелі та пустелі. Більшу частину життя проводять під землею. Тому мають не дуже гарний зір. Гарно риють нори та ходи під шаром ґрунту. Активні вночі. Живляться дрібними ящірками та яйцями плазунів.
Отрута не становить загрози життю людини.
Це яйцекладні змії. Самиці відкладають від 3 до 6 яєць.

## Розповсюдження
Це ендеміки Австралії.

## Види
- Simoselaps anomalus
- Simoselaps approximans
- Simoselaps australis
- Simoselaps bertholdi
- Simoselaps bimaculatus
- Simoselaps calonotus
- Simoselaps fasciolatus
- Simoselaps incinctus
- Simoselaps littoralis
- Simoselaps minimus
- Simoselaps morrisi
- Simoselaps roperi
- Simoselaps semifasciatus
- Simoselaps warro